# Troy W. Slaten
Troy William Slaten (* 21. Februar 1975 in Los Angeles, Kalifornien) ist ein US-amerikanischer Schauspieler.

## Leben
Slaten hatte 1982 mit sieben Jahren seinen ersten Fernsehauftritt. Noch im selben Jahr erhielt er seine erste größere Fernsehrolle in der Krimiserie Cagney & Lacey. Dabei spielte er bis 1988 in über 60 Episoden die Figur des Michael Lacey, den Sohn der von Tyne Daly verkörperten Hauptfigur Lacey. Slaten hatte im Anschluss Gastrollen in verschiedenen Fernsehserien, bevor er von 1990 bis 1993 eine der Hauptrollen als nerdiger Schüler Jerry Steiner in der Serie Parker Lewis – Der Coole von der Schule erhielt. Danach hatte er von 1994 bis 1995 eine feste Rolle in der kurzlebigen Serie Superhuman Samurai Syber-Squad an der Seite von Tim Curry. Ende der 1990er-Jahre zog sich Slaten aus dem Schauspielgeschäft zurück.
Slaten besuchte nach seinem Schulabschluss zunächst die University of California in Los Angeles und anschließend die Pepperdine University, wo er ein Studium der Rechtswissenschaft abschloss. Seit 2005 ist er als Rechtsanwalt tätig.

## Filmografie
- 1982: The Greatest American Hero (Fernsehserie, 1 Folge)
- 1982–1988: Cagney & Lacey (Fernsehserie, 63 Folgen)
- 1984: Autsch! (E/R, Fernsehserie, 1 Folge)
- 1984: Johnny G. – Gangster wider Willen (Johnny Dangerously)
- 1985: Noch Fragen Arnold? (Diff’rent Strokes, Fernsehserie, 1 Folge)
- 1985: Wer ist hier der Boss? (Who’s the Boss?, Fernsehserie, 2 Folgen)
- 1986: Simon & Simon (Fernsehserie, 1 Folge)
- 1986: My Sister Sam (Fernsehserie, 1 Folge)
- 1988: Side by Side (Fernsehfilm)
- 1989: Roseanne (Fernsehserie, 1 Folge)
- 1990: Murphy Brown (Fernsehserie, 1 Folge)
- 1990: Wunderbare Jahre (The Wonder Years, Fernsehserie, 1 Folge)
- 1990–1993: Parker Lewis – Der Coole von der Schule (Parker Lewis Can’t Lose, Fernsehserie, 73 Folgen)
- 1993: Mein Vater – Mein Freund (Jack the Bear)
- 1994–1995: Superhuman Samurai Syber-Squad (Fernsehserie, 39 Folgen)
- 1995: Night Stand (Fernsehserie, 1 Folge)
- 1997: Eine starke Familie (Step by Step, Fernsehserie, 1 Folge)
- 1999: Rescue 77 (Fernsehserie, 1 Folge)

## Auszeichnungen
- 1991: Young-Artist-Award-Nominierung für Parker Lewis – Der Coole von der Schule
- 1993: Young-Artist-Award-Nominierung für Parker Lewis – Der Coole von der Schule